# Slavko Ćuruvija
Slavko Ćuruvija (Zagreb, 9. kolovoza 1949. — Beograd, 11. travnja 1999.) bio je srbijanski novinar i nakladnik, osnivač listova Nedeljni telegraf, Dnevni telegraf i Evropljanin.
Ubojstvo Slavka Ćuruvije, na pravoslavni Uskrs 1999. godine, u vrijeme NATO-ovog bombardiranje SRJ postalo je simbolom brutalnosti režima Slobodana Miloševića. Iako su neposredno prije ubojstva Ćuruviju pratili pripadnici Državne sigurnosti, još uvijek nije utvrđeno tko su nalogodavci, ni izvrštelji ubojstva.

## Životopis
Slavko Ćuruvija je rođen u Zagrebu, 9. kolovoza 1949. godine. Diplomirao je političke znanosti na beogradskome sveučilištu 1978. godine. Po završetku studija zapošljava se u poduzeću Mašinogradnja u Beogradu. Od 1984. godine radio je kao analitičar u Upravi za analize Saveznog sekretarijata za unutarnje poslove.
Godine 1986. Ćuruvija se pridružio novinarskom timu lista Borba. Počeo je kao komentator, a zatim je napredovao preko urednika unutarnje političke rubrike, do položaja glavnog i odgovornog urednika. Pisao je komentare i reportaže s Kosova i Metohije u razdoblju od 1986. do 1988. godine. Bio je jedan od rijetkih novinara kojem je omogućeno biti neposredno uz Slobodana Miloševića tijekom njegova posjeta Kosovu Polju, 24. travnja 1987. godine.
Sve vrijeme bio je aktivni dopisnik i suradnik više medija: Komunista, NIN-a, Vjesnika, Večernjeg lista, Nedelje, Pobjede, TV Beograda, TV Politike, TV Sarajevo, a surađivao je i s nekim europskim listovima.
U Borbi je ostao do 1994. godine kada država preuzima kontrolu nad listom, nakon čega napušta novine. Godine 1994. zajedno s Momčilom Đorgovićem osniva list Nedeljni telegraf, prvi srbijanski privatni tjednik. Dvije godine nakon toga, 1996. godine, njih dvojica su osnovali Dnevni telegraf (DT), prvi privatni dnevni list u Srbiji. 1998. godine osnovao je magazin Evropljanin.

## Odnos s Mirjanom Marković
Smatra se da je Ćuruvija bio blizak s Mirjanom Marković, suprugom tadašnjeg predsjednika Slobodana Miloševića, zbog čega su njegove novine često sadržavale insajderske informacije o odlukama režima. Aleksandar Tijanić je u TV dokumentarcu Kad režim strelja opisao njihov odnos kao "pakt o nenapadanju koji mu je omogućavao da dođe do značajnih informacija i time značajno uveća broj čitatelja Dnevnog telegrafa". Ćuruvijina supruga Branka Prpa davala je znatno manji značaj tom poznanstvu.
Ćuruvijin odnos s Mirjanom Marković značajno se pogoršao tijekom rata na Kosovu u ljeto 1998. godine, kada su u tijeku bile opsežne policijske akcije protiv pobunjenih Albanaca, o kojima je Ćuruvija veoma otvoreno izvještavao. Na osnovu Uredbe Vlade Srbije o posebnim mjerama u uvjetima prijetnje NATO napada na zemlju "Dnevni telegraf" privremeno je zabranjen, 14. listopada 1998. godine, a prostorije su zapečaćene. Iživciran takvom odlukom Slavko je odjurio kod Mire Marković. U knjizi Oni ne praštaju, Predrag Popović tvrdi da su tada između njih dvoje pale teške riječi. Slavko je upitao Miru: "Šta to radite? Ako nastavite tim putem, visićete na Terazijama!" Nedugo zatim zaplijenjena je cjelokupna imovina firme DT-pres koja je izdavala DT, a zatim Slavko registrira listove u Crnoj Gori. Ipak, zbog tekstova i ilustracija u "Evropljaninu" u listopdadu 1998. godine sud u Beogradu izrekao je Ćuruviji i njegovom poduzeću ukupnu kaznu od 2.4 milijuna tadašnjih dinara.
Presuda je donesena na osnovu rigoroznog Zakona o informiranju, koji je donesen 1998. godine kada se na čelu Ministarstva za informiranje u Vladi Mirka Marjanovića nalazio Aleksandar Vučić. Tadašnji zakon uveo je visoke novčane kazne za nezavisne novinare čije se izvještavanje nije uklapalo u propisane okvire, a na osnovu tužbi koje bi, pozivajući se na "protivdržavno i podrivajuće delovanje" raznih vrsta, podnosili građani ili organizacije, a po kojima su prekršajni sudovi imali obvezu odlučivanja u roku od 24 sata. Kazna je izrečena tri dana nakon donošenja zakona retroaktivnim djelovanjem Zakona.
U studenome iste godine, Dnevni telegraf biva kažnjen po tužbi Saveza žena Jugoslavije, kojeg je zastupala Bratislava Morina, sa 1.200.000 dinara zbog objavljivanja oglasa studentske organizacije "Narodni pokret Otpor", čime je „ugrozio sve građane, žene i djecu“. Ćuruvija je, zajedno s još dvojicom novinara lista, 8. ožujka 1999. godine kažnjen je na pet mjeseci zatvora zbog uznemiravanja javnosti.
Mirjana Marković je desetak dana pred Ćuruvijino ubojstvo, na sjednici Direkcije Jugoslovenske levice (JUL) njega označila kao glavnog državnog neprijatelja koji je izazvao bombardiranje i da će mu narod suditi. Nekoliko dana pred ubojstvo, Mirjana Marković je preko Dragana Hadži Antića isposlovala objavu teksta Miroslava Markovića Ćuruvija dočekao bombe u Politika ekspresu. Politika ekspres je 5. travnja 1999. godine objavila ovaj tekst u kome je Ćuruvija označen kao izdajnik. Prethodne večeri tekst "Ćuruvija dočekao bombe" pročitan je u drugom Dnevniku RTS-a.
Taj tekst mnogi smatraju svojevrsnom presudom Ćuruviji.

## Ubojstvo
Slavko Ćuruvija ubijen je na Uskrs, 11. travnja 1999. godine. Ubojstvo je izvršeno oko 17 sati u Beogradu, u Svetogorskoj ulici (u to vrijeme Ive Lole Ribara), u prolazu ispred broja 35, gdje su se nalazile prostorije marketing službe Dnevnog telegrafa, a na četvrtom katu i stan u kom je Ćuruvija živio.
Ministarstvo unutarnjih poslova izdaje priopćenje da je Ćuruvija "lišen života iz vatrenog oružja, od strane nepoznatih izvršitelja i da radnici Sekretarijata u Beogradu intenzivno tragaju za počiniteljima ovog krivičnog dela". Tadašnji dnevni listovi prenijeli su svjedočenje očevidaca da su "na njega pucala dvojica napadača obučena u crno i s crnim kapama s prorezima za oči na glavama. Čula su se tri-četiri hica, a onda su iz haustora izletila dvojica i u punom trku otišla niz ulicu ka Takovskoj".
Ćuruviji je pucano u leđa, jedan hitac ga je pogodio u glavu, a drugi mu je prošao kroz srce. Ubojice su drškom od pištolja udarile i onesvijestile Slavkovu suprugu Branku Prpu, koja je bila zajedno s njim. Njih dvoje su neposredno prije napada bili na ručku s prijateljima.
Na osnovu podataka koji su objavljeni iz tajnog izvještaja državne sigurnosti pod šifrom "Ćuran", saznalo se da je Ćuruviju i njegovu suprugu do neposredno pred ubojstvo, neprestano pratilo oko 30 pripadnika Državne sigurnosti.

## Istraga
Kao i mnoge istrage za ubojstva iz tog perioda i ova istraga već dugo vremena nema sudski epilog. Tijekom istrage je na prjedlog specijalnog tužitelja za organizirani kriminal, saslušano oko 100 svjedoka. Krajem 2007. godine, tužitelj je opet dostavio zahtjev za sprovođenje novih istražnih radnji.
Odvjetnik Rajko Danilović, zastupnik Jova Ćuruvije, brata ubijenog Slavka je izjavio da osobe upućene u istražni predmet znaju tko je izvršio ubojstvo i koji ljudi iz Državne sigurnosti su to organizirali, a pretpostavlja se s velikom pouzdanošću i tko je i kada naručio ubojstvo.
Prema pisanju beogradskog tiska, jedan očevidac ubojstva Ćuruvije kao neposrednog izvršitelja prepoznao je Luku Pejovića, pripadnika rasformirane Jedinice za specijalne operacije. Sumnja se da je Pejovića i pripadnika DB Miroslava Mikija Kurka na mesto ubojstva dovezao drugi pripadnik službe Ratko Romić. Pejović je ubijen u prosincu 2000. godine. Smatra se da je ubijen kako bi se presjekla veza između naručitelja ubojstva i izvršitelja.
Ranije se špekuliralo da je izravno Mirjana Marković naručila Ćuruvijino ubojstvo, desetak dana prije izvršenja i da su pored nje za ubojstvo optuženi i bivši šef Državne sigurnosti Radomir Marković, nekadašnji šef beogradskog centra DB Milan Radonjić, kao i pripadnici tajne službe Ratko Romić i Miroslav Miki Kurak.
Srbijansko tužiteljstvo za organizirani kriminal podnijelo je 6. lipnja 2014. godine optužnicu za ubojstvo Slavka Ćuruvije. Od četvorice optuženih, Radomir Marković je u zatvoru na izdržavanju četrdesetogodišnje kazne za ubojstvo Ivana Stambolića, u pritvoru su Radonjić i Romić, dok je Kurak još u bijegu.
Suđenje je počelo u Specijalnom sudu u Beogradu u lipnju 2015. godine, a isti sud u Beogradu je 5. travnja 2018. godine, za ubojstvo Slavka Ćuruvije osudio bivše šefove Državne sigurnosti Radomira Markovića i Milana Radonjića na po 30 godina zatvora, dok su operativci Državne sigurnosti Ratko Romić i Miroslav Kurak osuđeni na po 20 godina.

## Naslijeđe
Na mjestu gde je ubijen Slavko Ćuruvija u Svetogorskoj ulici postavljena je spomen-ploča sa sljedećim tekstom: 
Ova spomen-ploča ukradena je 6. listopada 2009. godine, Udruženje novinara Srbije (UNS) i Nezavisno udruženje novinara Srbije (NUNS) osudili su ovaj događaj i zahtijevali da se počinitelji "hitno" pronađu i kazne, a obilježje vrati na svoje mjesto. NUNS je ocijenio kako je riječ o "odgovoru na godišnjicu prosvjeda u Beogradu 5. listopda". Nezavisno udruženje novinara Srbije ponovno je postavilo spomen-ploču 5. studenoga 2009. godine.
Udruženje novinara Srbije (UNS) je u ožujku 2010. godine pokrenulo inicijativu kako bi jedna beogradska ulica dobila ime Slavka Ćuruvije.

## Djela
- Ibeovac: ja, Vlado Dapčević, "Filip Višnjić", Beograd, 1990.

### Posmrtno
- Žrtve: Ivan Stambolić Slavku Ćuruviji, prir. Vukašin Stambolić, Udruženje Nauka i društvo Srbije, Beograd, 2006. (suautor Ivan Stambolić)

## Vanjske poveznice
- (srp.) Vreme, 17. april 1999.: Na beogradskom Novom groblju sahranjen Slavko Ćuruvija  Arhivirana inačica izvorne stranice od 17. veljače 2012. (Wayback Machine)
- (srp.) Danas, 11. april 2003.: Bombe Ćuruviji donele smrt
- (srp.) B92, 11.april 2008.: 9 godina od ubistva Ćuruvije
- (srp.) Slavko Ćuruvija: Kad režim strelja, dokumentarni film[neaktivna poveznica] Radio-televizije Srbije, autor Slađana Zarić, 2006. (Ova stranica 10. travnja 2009.)